# Bourg-Saint-Maurice
Bourg-Saint-Maurice (provansalsko Le Bôrg) je naselje in občina v vzhodnem francoskem departmaju Savoie regije Rona-Alpe. Leta 2008 je naselje imelo 7.749 prebivalcev.

## Geografija
Kraj leži v Savoji ob reki Isère, 100 km vzhodno od središča departmaja Chambéryja.
V občini se nahaja zimskošportno središče Les Arcs.

## Administracija
Bourg-Saint-Maurice je sedež istoimenskega kantona, v katerega so poleg njegove vključene še občine Les Chapelles, Montvalezan, Sainte-Foy-Tarentaise, Séez, Tignes, Val-d'Isère in Villaroger s 16.236 prebivalci.
Kanton Bourg-Saint-Maurice je sestavni del okrožja Albertville.

## Zgodovina
Bourg-Saint-Maurice se nahaja na ozemlju galo-rimskega Bergintruma. Ob koncu rimskega obdobja je prevzel ime rimskega vojaka mučenca sv. Mavricija.

## Pobratena mesta
- Altensteig (Baden-Württemberg, Nemčija),
- Pinon (Pikardija, Francija).